# Fröhlich-Hof (Meidling)

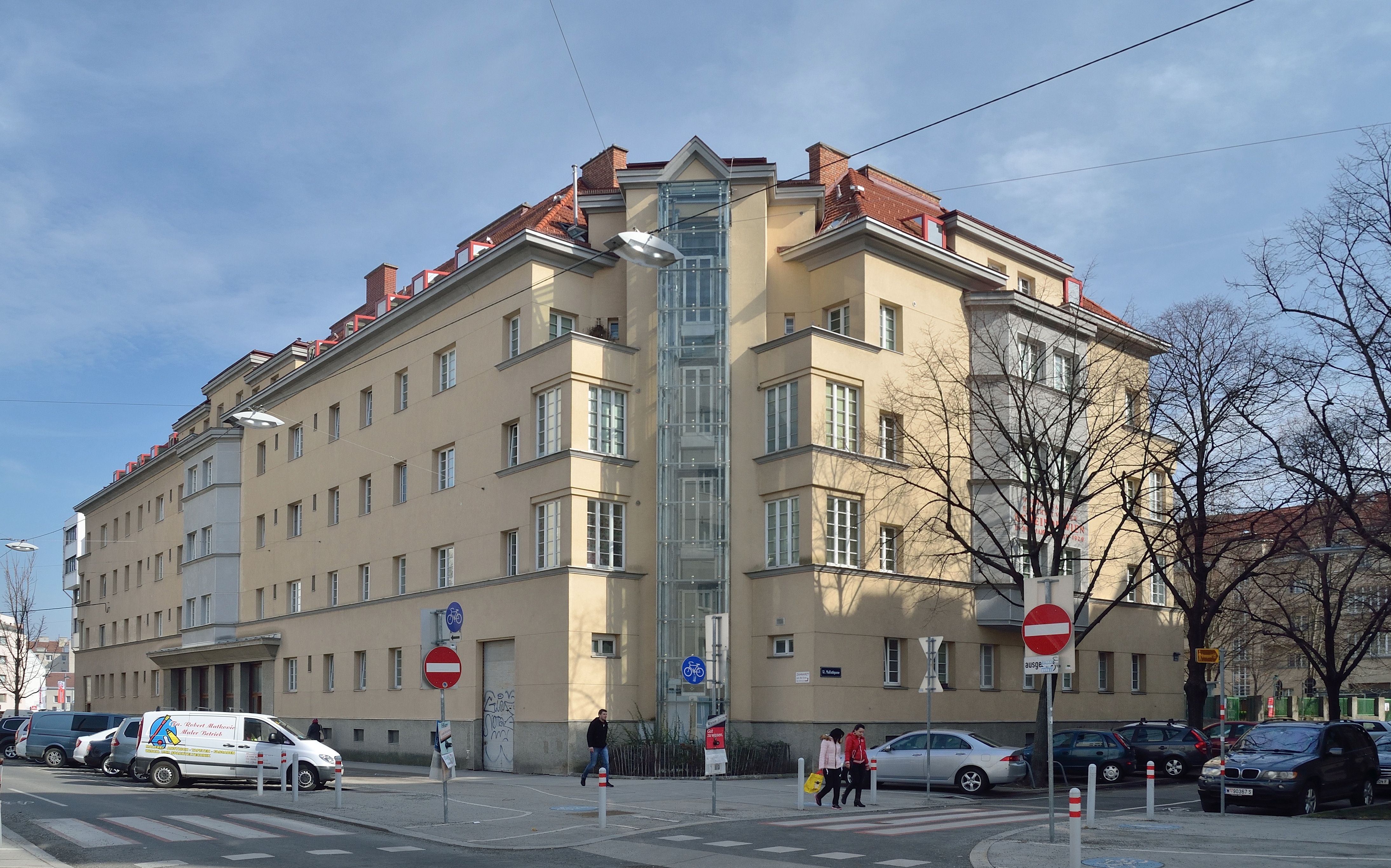
Außenansicht Fröhlich-Hof

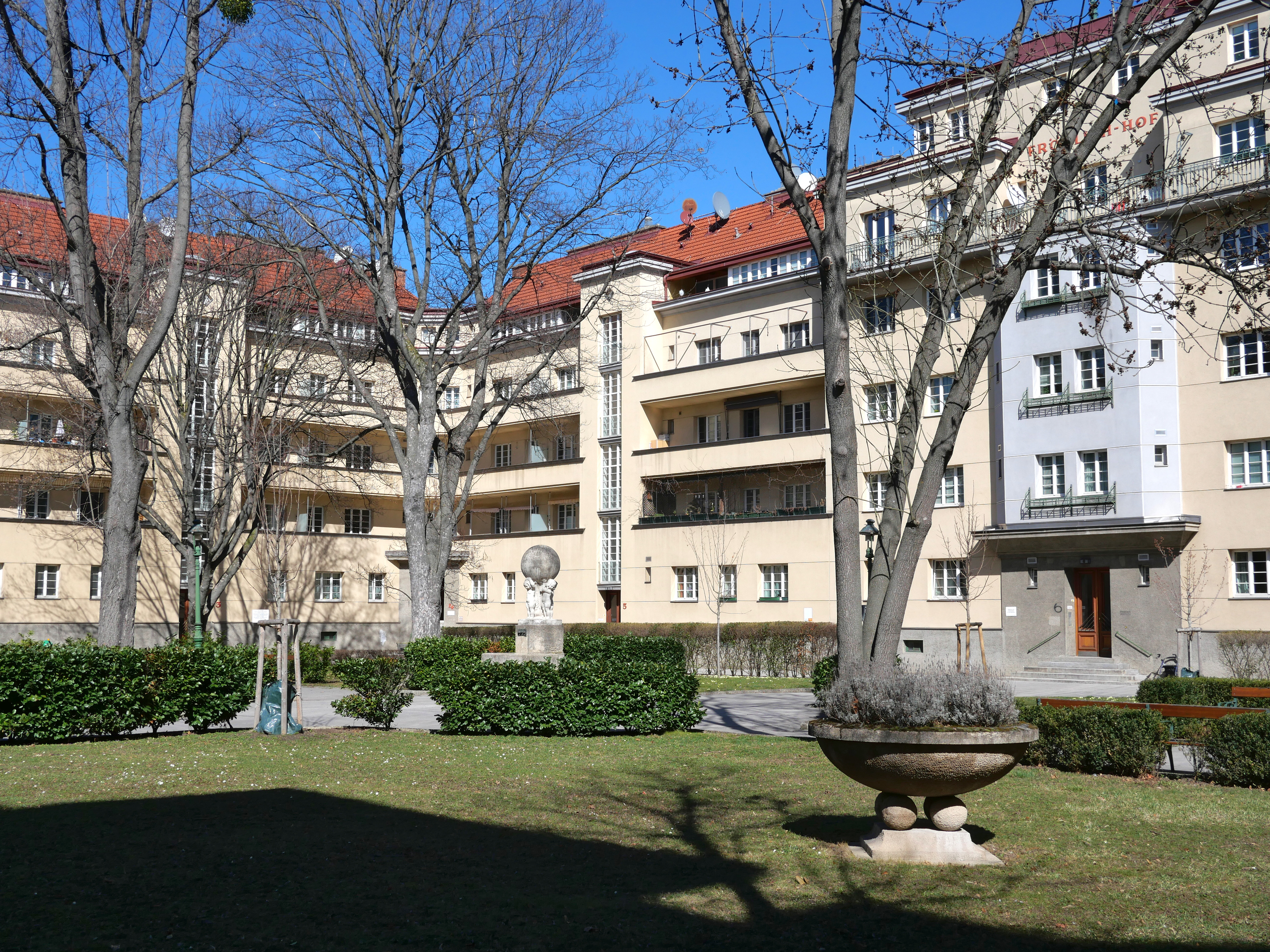
Innenhof mit Pflanzenschale

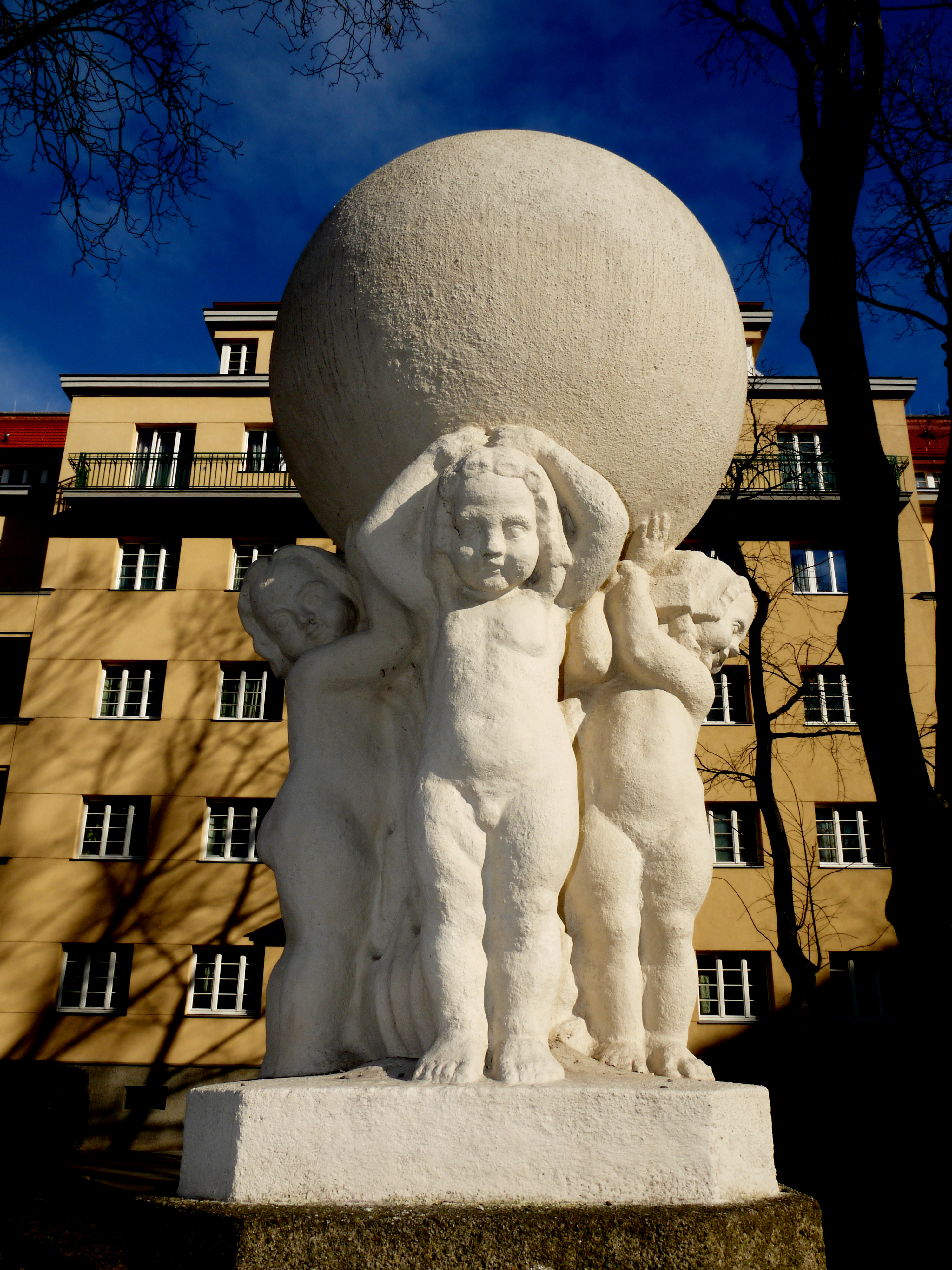
Fröhlich-Hof mit Brunnen

Der Fröhlich-Hof ist eine städtische Wohnhausanlage in Wien-Meidling in der Malfattigasse 1–5. Sie wird von der Arndtstraße, der Fockygasse und der Oppelgasse umschlossen.

## Geschichte
Der Fröhlich-Hof ist ein für das Rote Wien der Zwischenkriegszeit typischer sozialer Wohnbau der Gemeinde Wien. Er wurde 1928–29 nach Plänen von Engelbert Mang errichtet. Den Namen erhielt er nach Katharina Fröhlich, der „ewigen Braut“ von Franz Grillparzer, die 1872 den Nachlass des Dichters der Gemeinde Wien überlassen hatte.

## Baubeschreibung

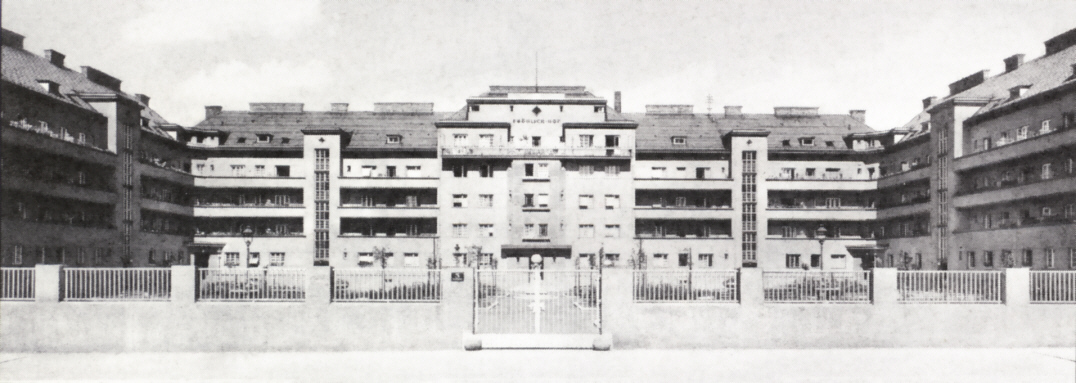
Der Fröhlich-Hof im Jahre 1930

Die mittlerweile denkmalgeschützte (Listeneintrag) Anlage umfasst 149 Wohnungen auf 11 Stiegen und einen nach drei Seiten geschlossenen Hof (U-Form). Der Stil ist nüchtern und entspricht der Neuen Sachlichkeit. In der Mitte des Hofes befindet sich ein Brunnen von Stanislaus Plihal aus dem Jahr 1929, der vier die Weltkugel tragende Putten zeigt.